# 陰蒂海綿體
陰蒂海綿體（corpus cavernosum clitoridis）是位在女體陰部的海綿體，一對和海綿一樣的勃起組織，在陰蒂勃起時陰蒂海綿體會充血。陰蒂海綿體和男性的陰莖海綿體是同源組織。

## 解剖學
陰蒂海綿體有二片，是可伸展的勃起組織，在陰蒂勃起時會充血。其構造是由海綿狀的組織構成，中間有許多不規則可充血的空間，之間用內皮及结缔组织隔膜隔開各個海綿體都由阴蒂脚連接和恥骨的恥骨支和坐骨。
女性陰部在小陰唇下方有二個前庭球（在陰道入口處），當陰蒂頭封住海綿體的一端，前庭球同時也會膨脹。這和男性的尿道海绵体是同源器官。

## 生理學
有些情形下，會在阴蒂海绵体动脉及附近的肌肉會在鬆弛前先釋放一氧化氮，類似男生受到性刺激的情形。這樣會讓更多血液流到阴蒂海绵体动脉，阴蒂海绵体壓力上昇，阴蒂充向血，會使得阴蒂頭受擠壓而突起，更可以接受性刺激。